# Schletter (Unternehmen)
Die Schletter Group ist ein international tätiger Hersteller von Photovoltaik-Montagesystemen aus Aluminium und Stahl. Mit einem Umsatz von 330 Millionen Euro gehört die Schletter Group weltweit zu den größten Herstellern von Montagetechnik für die Solarbranche. Bis 2023 wurden mehr als 45 GWp Photovoltaikleistung auf Systemen der Schletter Group installiert, darunter einige der größten Solarparks der Welt.

## Standorte
Verwaltungssitz der Gruppe ist Kirchdorf (Oberbayern). Das Unternehmen unterhält Produktionsstandorte in China (Shanghai) und seit April 2023 auch in der Türkei (Dilovasi nahe Istanbul). Hinzu kommt ein weltweites Netz aus Vertriebs- und Servicegesellschaften.

## Produkte
Die Schletter Group entwickelt und fertigt Photovoltaik-Montagesysteme für gewerbliche Solarkraftwerke und private Anwender. Zum Portfolio gehören u. a.:
- Freilandsysteme
- Einachsige Nachführsysteme (Tracking-Systeme)

- Dachsysteme (Flach- und Schrägdach)

- Agri-PV-Systeme

- Solar Carports

- Fassadensysteme

## Unternehmensgeschichte
Das Unternehmen wurde 1968 von Ludwig Schletter sen. als metallverarbeitender Handwerksbetrieb im Münchner Stadtteil Riem mit dem Namen AluKon gegründet. Im Jahr 1983 wurde das neue Werk in Haag i. OB gebaut, das 1991 erweitert sowie 2001 und 2003 ergänzt wurde. In Haag gründete das Unternehmen 2001 den neuen Geschäftszweig Solar-Montagesysteme. Im Jahr 2008 wurde der Hauptsitz in das benachbarte Kirchdorf an den unmittelbaren Kreuzungspunkt der Bundesstraßen B12 und B15 verlegt.
Ende 2015 zog sich der Sohn des Unternehmensgründers, Ludwig Schletter jun. aus der Geschäftsführung zurück. 2016 startete das Unternehmen unter neuer Geschäftsführung ein umfassendes Restrukturierungsprogramm und kündigte an, sich ausschließlich auf das international wachsende Solargeschäft, d. h. die Fertigung und den weltweiten Vertrieb von Photovoltaik-Montagesystemen zu konzentrieren. Die defizitäre Leichtmetallbausparte am Standort Kirchdorf wurde zum 1. Oktober 2016 geschlossen. Im März 2018 meldete Schletter beim Amtsgericht Mühldorf Insolvenz in Eigenverwaltung  an.
Nach erfolgreichem Abschluss von Restrukturierung und finanzieller Sanierung übernahm Golden Square Capital im Juli 2018 als neuer Gesellschafter den Geschäftsbetrieb.
In der Folge ist die Schletter Group stark gewachsen. Im November 2019 vermeldete das Unternehmen die Belieferung von drei neuen Großprojekten in Nepal, Brasilien und Honduras mit einer Gesamtgröße von 85 MWp.
Im Mai 2020 gab das Unternehmen bekannt seine Produktionskapazitäten für Photovoltaik-Montagegestelle in China deutlich ausgebaut zu haben. Bereits im März sei der Umzug in ein neues Werk innerhalb Shanghais erfolgt. Dort sind rund 400 Mitarbeiter beschäftigt.
Mit der Platzierung von Unternehmensanleihen im Oktober 2022 sicherte sich die Schletter Group zusätzliche finanzielle Mittel in Höhe von 65 Millionen Euro. Die Erlöse aus der Platzierung sollen vor allem in weiteres Wachstum fließen.

## Bekannte Projekte
Die Solarparks Gottesgabe und Alttrebbin des Energieversorgers EnBW im östlichen Brandenburg wurden auf Schletter-Montagesystemen errichtet. Mit einer Gesamtleistung von 300 MWp zählen die beiden Anlagen zu den größten Solarkraftwerken Europas.
Eine der ersten Agri-PV Anlagen in Deutschland wurde mit einem Tracking-System von Schletter errichtet.
2023 wurde in Südkorea nahe der Stadt Seosan mit 120 MWp das bis dato größte Solarkraftwerk des Landes mit dem Schletter System FS Duo gebaut.

## Auszeichnungen
2017: Focus Money Innovationspreis 2017; erster Platz in der Branche Metallindustrie
2022: „Top Brand PV-Award“; Kategorie: Montagesysteme für Deutschland, Österreich, Spanien und die Schweiz
2023: Kununu „Top Company 2023“ als Arbeitgeber mit einer Weiterempfehlungsbereitschaft i.H.v. von 94 % durch die Mitarbeiter

## Erwähnenswertes
Das Rednerpult sowie verschiedene Konstruktionen im Plenarsaal des Deutschen Bundestages stammen von der Schletter Group.